# Iregszemcse
Iregszemcse là một thị trấn thuộc hạt Tolna, Hungary. Thị trấn này có diện tích 58,33 km², dân số năm 2010 là 2661 người, mật độ 46 người/km².